# Gordon Wesley Jewkes
Gordon Wesley Jewkes (Inglaterra, 18 de noviembre de 1931) es un diplomático, administrador colonial y empresario británico.

## Biografía

### Primeros años
Asistió a la Barrow Grammar Schools en Barrow-in-Furness, Cumbria, y luego a la Magnus Grammar School de la Iglesia de Inglaterra en Newark-on-Trent. Se unió al Servicio Colonial en 1948. Entre 1950 y 1968 formó parte de la Oficina General de Registro, hasta unirse al Ministerio de Relaciones Exteriores y de la Mancomunidad de Naciones (FCO).
Entre 1969 y 1972 fue cónsul comercial en Chicago, Estados Unidos. Entre 1972 y 1975 fue Alto Comisionado adjunto del Reino Unido en Trinidad y Tobago, siendo luego nombrado Oficial Financiero del Servicio Diplomático y jefe del Departamento de Finanzas del FCO. Entre 1979 y 1982 fue Cónsul General en Cleveland y entre 1982 y 1985 ocupó el mismo cargo en Chicago.

### Malvinas
Se desempeñó como Gobernador del territorio británico de ultramar de las Islas Malvinas, en litigio con Argentina, entre octubre de 1985 y 1988; y como Alto Comisionado del Territorio Antártico Británico en el mismo período.
También se desempeñó como el primer Comisionado del recién creado territorio británico de ultramar de las Islas Georgias del Sur y Sandwich del Sur, en litigio con Argentina, durante el mismo período. El 3 de octubre de 1985 se habían disuelto las Dependencias de las islas Malvinas, creando la nueva entidad territorial, pero manteniendo la misma autoridad que Puerto Argentino/Stanley.

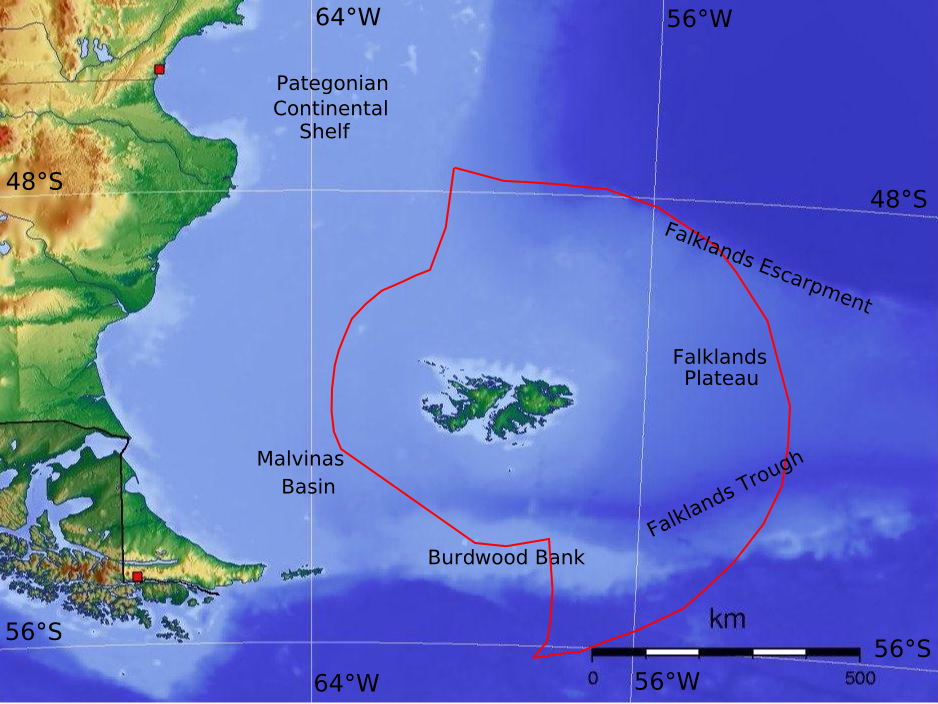
Mapa de la Zona de Conservación Externa de las islas Malvinas.

Durante su gobernación, el 29 de octubre de 1986, oficializó la creación de la Falkland Islands Interim Conservation and Management Zone (Zona Interina de Conservación y Administración de las Islas Malvinas), que se trata de una zona de pesca que conservó los mismos límites que la Zona de Protección de las Malvinas (creada en 1982), con la excepción de que el círculo estaba truncado en un sector del límite sudoeste en donde se solapa con la zona económica exclusiva continental argentina. Reservándose el derecho a ejercer su soberanía partir de las líneas de base costeras y hasta las 200 millas marinas, incluyendo el lecho y subsuelo de la plataforma submarina. Para la creación, se consideró el Estrecho de San Carlos como punto medio para un radio de 200 millas marinas. A partir de entonces, el Reino Unido concedió licencias a buques de diferentes banderas para pescar en la zona. El gobierno argentino lo considera como parte del espacio marítimo argentino. En 2016, la 40° Comisión de Límites de la Plataforma que depende de la Convención de las Naciones Unidas sobre el Derecho del Mar (CONVEMAR), aprobó por unanimidad el pedido argentino de extensión sobre el límite exterior de la plataforma continental, que incluyeron las aguas de las islas Malvinas.

### Años posteriores
El 3 de febrero de 1989 fue acreditado como Cónsul General en Nueva York, Estados Unidos. También fue director general de  Trade and Investment. Desempeñó ambos cargos hasta 1991.
Entre 1992 y 1994 fue director de la empresa Hogg Group Limited y entre 1922 y 2002 de Segro Public Limited Company. Entre 1992 y 1996 también fue director ejecutivo de The Walpole Committee Limited. Formó parte del consejo de la Universidad de Buckingham entr 1996 y 2001, del Marshall Aid Commemoration Commission y del Ejército de Salvación de Londres.
Fue distinguido como Compañero de la Orden de San Miguel y San Jorge en los honores de Año Nuevo de 1980. En los honores del cumpleaños de la reina de 1990 fue distinguido como Caballero comendador de la misma orden.

### Vida personal
En cuanto a su vida personal, se casó con Joyce Lyons (f. 2005) y tiene dos hijos.